# ORP Wicher (1928)
O ORP Wicher foi um contratorpedeiro operado pela Marinha de Guerra Polonesa e a primeira embarcação da Classe Wicher, seguido pelo ORP Burza. Sua construção começou em fevereiro de 1927 na Chantiers Navals Français em Blainville-sur-Orne e foi lançado ao mar em julho de 1928, sendo comissionado na frota polonesa em julho de 1930. Era armado com uma bateria de quatro canhões de 130 milímetros e seis tubos de torpedo de 550 milímetros, tinha um deslocamento carregado de duas mil toneladas e conseguia alcançar uma velocidade máxima de 33 nós.
O Wicher teve um início de carreira tranquilo e relativamente sem incidentes. Seus principais deveres envolveram exercícios de treinamento e a realização de várias viagens diplomáticas para portos estrangeiros, como Lisboa, Helsinque, Copenhague e Leningrado. Com a invasão da Polônia no início da Segunda Guerra Mundial em setembro de 1939, o navio foi colocado na defesa do país, duelando contra embarcações da Kriegsmarine na Península de Hel. Ele conseguiu repelir ataques aéreos e de superfície, porém foi acertado por quatro bombas e afundou.